# Trigonostemon elmeri
Trigonostemon elmeri là một loài thực vật có hoa trong họ Đại kích. Loài này được Merr. miêu tả khoa học đầu tiên năm 1929.